# Leonardo Manzi

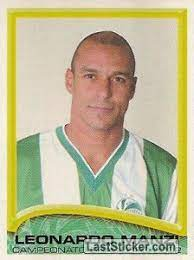
Futebol

Leonardo Caetano Manzi (Goiânia, 28 de abril de 1969) é um ex-futebolista brasileiro que atuava como atacante.
Marcou o seu nome na história do Juventude, sendo o maior artilheiro do clube em Campeonatos Brasileiros, com 25 gols.

## Carreira

### Jogador
Começou no Goiás com onze anos e em 1982, aos treze anos, se transferiu para o Vila Nova. No Tigrão, fez toda a base, onde se destacou em sua estreia no profissional, marcando 9 gols no estadual, e também na Copa SP de Juniores, em 1988.
Após se destacar, teve o passe comprado pelo empresário uruguaio Juan Figer e emprestado ao Santos.
No Santos, ainda em 88, disputou o Campeonato Brasileiro, onde marcou três gols em 14 jogos disputados.
No meio de 1989, foi levado ao St. Pauli, da Alemanha, e o jornal Bild estampou em suas páginas de que o clube de Hamburgo estava levando o “pequeno Pelé". Seguiu como coadjuvante da equipe até o fim da temporada 92/93, quando ganhou status de ídolo ao salvar a equipe do rebaixamento na última rodada, marcando um gol nos minutos finais contra o Hannover 96.
Na temporada 94/95, Manzi esteve no elenco do time vice-campeão da 2. Bundesliga.
Após sete anos no St. Pauli, Manzi assinou com o Hannover para a temporada 96/97. Na temporada seguinte, ficou mais seis meses e teve problemas com o treinador, rescindindo seu contrato e ficando seis meses parado.
Posteriormente, acertou com Cloppenburg, que disputava a Regionalliga, onde foi o capitão do time, mas não se adaptou muito bem à cidade, rescindiu o contrato e voltou pro Brasil.
Em 2000, chegou ao Internacional, junto do lateral Marcelo Santos, os zagueiros Márcio Goiano e Carlinhos, o meia Tim e o atacante Rodrigão. No Campeonato Brasileiro daquele ano, fez 16 jogos e marcou três gols.
Em 2001, se transferiu para o Juventude. Naquele ano, marcou 8 gols no Campeonato Brasileiro. Deixou o Juventude no início de 2003 para jogar pelo Gama.
No Gama foi campeão estadual e artilheiro com 8 gols, além de, na final, marcar dois gols na vitória por 4 a 1 sobre o rival Brasiliense.
Ainda em 2003, retornou ao Juventude e ajudou o clube a fugir do rebaixamento, onde fez 11 jogos e marcou quatro gols. No dia 21 de setembro, marcou dois gols na vitória do Juventude por 4 a 0 sobre o Atlético-PR e um mês depois, o exame antidoping realizado pelo jogador naquela noite deu positivo para nortestosterona, e Manzi foi suspenso até fevereiro do ano seguinte.
Depois de jogar mais uma temporada pelo Juventude, em 2005 voltou ao Vila Nova, onde foi Campeão Goiano daquele ano. Com a eliminação do Vila na Série B, retornou à Alemanha para atuar no Wilhelmshaven, onde ajudou o clube a conseguiu o acesso para a 3.Bundesliga.
Para a temporada seguinte, assumiu como auxiliar no clube, mas com a queda na temporada 07/08, voltou a jogar de novamente. Voltou, mas tendo uma artrose no pé direito, num treinamento na neve, e assumiu por seis meses como treinador da equipe B do clube.

### Fora dos campos
Depois de um tempo parado, em 2010 foi convidado para assumir o sub-17 do Vila Nova e no ano seguinte subiu para o sub-20. Deixou o clube em 2012 e de lá pra cá não trabalhou mais com futebol.

## Títulos
Gama
- Campeonato Brasiliense: 2003

Vila Nova
- Campeonato Goiano: 2005

FC St. Pauli
- 2. Bundesliga: 1994 vice-campeão